# Tripon
Das Datenerfassungsgerät TRIPON wurde für die Erhebung der Schwerverkehrsabgabe in der Schweiz entwickelt. Es wurde in Lastkraftwagen eingebaut, um – funktioniert vergleichbar einem Taxameter – die gefahrene Strecke aufzuzeichnen und abrechnen zu können. Entwickler und Lieferant war die Fela Management AG aus Diessenhofen. Die Eidgenössische Zollverwaltung (EZVA) kaufte die Geräte, die ab 2001 in jeden Schweizer Lastwagen mit mehr als 3,5 t Gesamtgewicht eingebaut sein musste.
Zwischen 2010 und 2013 wurden die eingebauten Tripongeräte durch ein neueres Gerät der EZVA namens emotach ersetzt.

## Technik
Das Gerät basiert auf den Haupttechnologien DSRC und GPS für die Erfassung der Daten.
Die Anforderungen waren ursprünglich spezifisch für die Erhebung der leistungsabhängigen Schwerverkehrsabgabe LSVA in der Schweiz entwickelt.
Beim Einbau wurde ein Anschluss zum Tachograph des Fahrzeuges hergestellt und für die primäre Kilometererfassung verwendet. Zusätzliche interne Sensorsysteme garantieren einen sicheren Betrieb. Manipulationen werden durch die internen automatischen Prüfmechanismen verhindert oder aufgezeichnet. Auch die Anzeige des Gerätezustandes nach aussen in Form von LED-Lichtbalken trug zur Akzeptanz und korrekten Benutzung des Gerätes bei, da jederzeit und durch jedermann eine von aussen sichtbare Kontrolle der korrekten Funktion möglich war. Das Gerät vereinte alle notwendigen Komponenten im selben Gehäuse und wurde je nach Fahrzeug über vier bis maximal sechs Anschlüsse mit dem Fahrzeug verbunden.
Neben dem Abgabenerfassungsgerät Tripon CH-OBD1, von dem bis Juli 2001 52.000 Stück in Lkw eingebaut waren, bot der Hersteller Fela das Gerät Tripon CH-TAG 1 an, das für Lastwagen konzipiert wurde, die vom Gesetz von der LSVA befreit sind. Hierunter zählen z. B. Militärfahrzeuge. Polizeifahrzeuge, Fahrzeuge der Feuerwehr etc. An den automatischen Kontrollpunkten im Inland würde dies erkannt, so dass eine Kontrolle auf mögliche Abgabenumgehung unnötig wäre.

## Betrieb in Europa
TRIPON eignet sich auf Grund seiner Konzeption grundsätzlich für den interoperablen Betrieb in ganz Europa. Über die eingebaute DSRC-Schnittstelle (Dedicated Short Range Communication, Frequenz 5,8 GHz) kann das Gerät grundsätzlich technisch mit bestehenden europäischen Autobahnmautsystemen, die nach diesem Standard gebaut wurden, kommunizieren. Durch das eingebaute GPS können auch GPS-basierte Systeme bedient werden. Es braucht hier vermehrte Anstrengungen der einzelnen Systembetreiber, damit diese technischen Möglichkeiten auch genutzt werden. Das Tripon-Mauterfassungsgerät war in der Lage, neben den Anforderungen für Fahrten in der Schweiz und Liechtenstein, auch Daten für die 2004 eingeführte Lkw-Maut in Österreich zu speichern. Für die 2005 eingeführte Lkw-Maut in Deutschland war das Tripon-Gerät dagegen nicht nutzbar.

## Archivierte Weblinks
- Webseite von Fela zu Tripon-Geräten, von 2004 (Memento vom 3. August 2004 im Internet Archive)
- Webseite tripon.ch, von 2009 (Memento vom 24. Mai 2009 im Internet Archive)